# Герб Шостки
Герб Шостки (укр. Герб Шостки) — официальный символ города Шостка Сумской области Украины. Утверждён решением городского совета от 19 июня 1996 года. Автор герба Сабинин П. К.
Щит перечеркнут волнообразно серебром и лазурью. Золотая фигура с очертанием цифры 6 вверху на серебристом фоне – символизирует шестой приток реки Десны и одновременно химическую реторту, на фоне которой изображена чёрная спираль, навитая на шестерню, символизирующая плёнку на бобине. В нижней части — золотая казацкая пороховница – символ исторического прошлого города.

## Источник
- [www.calend.ru/cityday/1801/ Герб Шостки calend.ru].
- Герб Шостки heraldry.com.ua.| Герб | Это заготовка статьи о гербе. Помогите Википедии, дополнив её. |